# Lsjbot
Lsjbot é um programa de software que cria artigos na Wikipédia automaticamente (internet bot), desenvolvido por Sverker Johansson, e que é principalmente utilizado na Wikipédia em sueco.

## História
O robot é responsável por mais de 2,7 milhões de artigos, dois terços dos quais aparecem na versão em cebuano da Wikipédia (a língua nativa da mulher de Johansson, Smiley), o outro terço aparecem na versão sueca do Wikipédia. O bot pode produzir até 10 000 artigos por dia. A sua utilização tem gerado algumas críticas, que apontam para a falta de um toque humano e de conteúdo significativo nos esboços de artigos. O desenvolvimento do bot foi relatado em julho de 2014, quem o noticiou foi o jornal The Wall Street Journal. O The Sydney Morning Herald comparou o bot a Philip M. Parker, alegadamente o autor mais publicado da história com mais de 85 000 livros, cada um dos quais concluído em menos de uma hora usando computadores, ou com o que foi recentemente anunciado pela Associated Press, que planeia usar bots para escrever artigos. Johansson rebate os ataques aos seus métodos dizendo que não é propriamente o bot quem escreve os artigos, e que se o bot não escrevesse artigos, "eles seriam escritos principalmente por homens brancos, jovens, e nerds e refletiriam interesses masculinos".
Em 15 de junho de 2013, a versão em língua sueca da Wikipédia atingiu um milhão de artigos, tornando-se desta forma o oitavo idioma com mais artigos na Wikipédia. O milionésimo artigo criado pelo Lsjbot, tornou-o no autor de quase metade de todos os artigos presentes na versão em sueco da Wikipédia (454 000 artigos). O robot está também ativo nas versões da Wikipédia em cebuano e samarês, tendo criado a maioria dos artigos da Wikipédia disponíveis nessas línguas.